# Distretto di Belgioioso
Il distretto di Belgioioso era il nome di un distretto ideato dal governo giacobino della Repubblica Cisalpina nel dipartimento del Ticino, e poi nel Dipartimento d'Olona dopo il colpo di Stato del 1798.

## Storia
La Costituzione della Repubblica Cisalpina progettò un nuovo ordinamento degli enti locali lombardi, partendo dal presupposto di una nuova geografia basata su una razionalizzazione illuministica anziché sui retaggi di secoli di storia. La funzione dei distretti, che andavano a sostituire l'istituto plurisecolare della pieve, sarebbe divenuto quello di svolgere le più alte funzioni municipali nelle aree di notevole parcellizzazione comunale.
Nell'area orientale pavese la Campagna Sottana, con l'esclusione delle delegazioni di Villanterio e di Pieve Porto Morone, fu convertita in un distretto con sede a Belgioioso. Il distretto venne classificato col numero 13.
Definito dalla legge 6 germinale anno VI, l'ente trovò una vera applicazione solo dopo il golpe militare del 15 fruttidoro che riversò il governo giacobino sostituendolo con uno più finalizzato ad ottenere risparmi per la guerra. Il distretto di Belgioioso divenne il numero 1 dell'Olona, e raggruppò questi comuni: Albuzzano, Barona, Belgioioso, Belvedere, Borgarello, Bornasco, Buttirago, Cà della Terra, Cà de' Tedioli, Calignano, Ceranova, Corbesate, Filighera, Fossarmato, Genzone, Lardirago, Linarolo, Marzano, Mirabello, Misano, Monteleone, Montesano, Motta San Damiano, Ponte Carate, Prado, Roncaro, San Genesio, Sant'Alessio, Santa Margherita, Spessa, Spessetta, Spirago, Torre del Mangano, Torre de' Negri, Vaccarizza, Valle Salimbene, Vigalfo, Villareggio, Vimanone, Vistarino, Vivente, Zeccone.
Dopo un solo anno l'invasione austriaca travolse comunque tutto ristabilendo in pieno comuni e vecchie delegazioni. Anche quando l’anno successivo, il 1800, prontamente tornarono i francesi, si preferì a questo punto mantenere provvisoriamente le autorità locali in essere fino a che nel 1801 questo livello amministrativo venne definitivamente superato.

## Territorio
Il territorio del distretto fu composto da tutta la Sottana che non fosse stata inclusa nei distretti di Villanterio, Pieve Porto Morone e Chignolo, e dopo il golpe del 1798 ricevette anche una piccola parte dei Parchi di Pavia.